# Móser Zoltán
Móser Zoltán (Szekszárd, 1946. március 11. –) Balogh Rudolf-díjas magyar fotóművész, etnofotográfus és író. A Magyar Művészeti Akadémia Film- és Fotóművészeti Tagozatának tagja (2006).

## Életpályája
| „              | A képeket nézni, szeretni kell, és igazából az a fotó. Ha egy kiállításon végigmész, az a jó, ha egy kép megfog, és az lesz a sajátod. Nem tudod, miért nézed, nem tudod, miért szereted, nyilván azért, mert egy kép, de azt, hogy mi a kép és hogy miként készül, azt senki ne kérdezze meg, mert tényleg varázslaton, véletlenen és akaraton múlik. De ha ez a három összejön, azt valakinek mindig meg kell köszönni. | ” |
| – Móser Zoltán | |   |

Szekszárdon született, Tolna vármegyében, de gyermekéveit Tevelben töltötte. Középiskolai tanulmányokat Bonyhádon folytatott, érettségi után az Eötvös Loránd Tudományegyetem Bölcsészettudományi Karának magyar-történelem szakán folytatta tanulmányait. 1970-ben kapta kézhez magyar-történelem szakos középiskolai tanári diplomáját. Budapesten maradt és itt 27 évig a Képző- és Iparművészeti Szakközépiskola kollégiumában dolgozott, majd tanított a Zsámbéki Tanítóképző Főiskolán fototechnikát. 2001 óta Piliscsabán, a Pázmány Péter Katolikus Egyetemen fotóelméleti és esztétikai kurzusokat tart, közben három évig a kolozsvári Sapientia Egyetem film- és média szakának volt a vendégtanára.
Már egyetemista korában intenzíven fotózott, első két fotókiállítása még egyetemi hallgató korszakára esett, 2010-ig száznál több egyéni kiállítását rendezték meg. Sok ezer kilométert utazott, hogy képein elébünk tárja Európa és a Kárpát-medence tájait, nevezetes emlékeit, kortárs magyar íróit, képzőművészeit, zenészeit határon belül és azon túl. Képei különböző lapokban, később fotóalbumokban jelentek meg. 1969-ben Fábry Zoltánról készítette első íróportréját Stószon, amelyet még háromezernél több követett. Elsőként Fábry képekkel illusztrált nekrológja (1970) jelent meg a szegedi Tiszatájban, azóta is rendszeresen jelentkezik írásaival, fotóival irodalmi, művészeti, vallási és közéleti lapokban. Az 1990-es években Napod fénye : portré 25 év fotóinak tükrében címmel tv-portréfilm készült róla. A népművészet motívumait hasznosítja egész fotóművészetében, forgatókönyveket ír művelődéstörténeti filmekhez.

## Kiállításai

### Egyéni kiállításai (válogatás)
1968
- Március 26. • Eötvös Kollégium
- Október 28. – Úton • Eötvös Kollégium

 1969
- Kassa
- December 5. • Bercsényi Klub

1970
- Január 16. – Változni és változtatni •  Albatross Klub Kassa
- Április – Tiszta csönd • Orvostudományi Egyetem Kollégiuma, Rezső tér
- Június • Pozsony, József Attila Klub

1971
- Január 10. – Életünk földje • Hajdúszoboszló, Művelődési Ház
- Április 30. – Pillanatok / Látogatóban a Pécsi Balett műhelyében • Pécs, Nemzeti Színház
- Május 8. Budapest, Eötvös Kollégium: TRIPTICON.
- Augusztus 3. • Varsó, Galeria 10.
- Október 14. – Kik muzsika közt táncoltak • Szombathely

1972
- Június 22. – Ómagyar testamentum • Esztergom
- Február 10. – Ajándék - Képek Nagy László verseihez • Szeged, Móra Ferenc Múzeum

1979
- Móra Ferenc Múzeum, Szeged

1982
- Hetvenhét • Gödöllői Galéria
- Október 18. – A csönd elemei • Szekszárd, Babits Művelődési Ház

1983
- Február 17. – Ajándék - Nagy  László • Gödöllő

1991
- Sóhajok és remények • Delphoi

1992
- „Üdvözletem küldöm...” • Bologna – Olaszország
- Április 10.: Napod fénye • Fejér Megyei Művelődési Központ, Székesfehérvár
- Június 29.: Ki népei vagytok? Szt. László-emlékkiállítás- / Salve Rex Ladislae • Budapest, Magyar Nemzeti Múzeum
- Augusztus 21.: Angyalok nyelvén • Pozsony, Magyar Kulturális Intézet

1993
- Kezek között • Dorottya utcai Galéria, Budapest

1994
- Április 13. – május 15.: Sospiri e Speranze (Sóhajok és remények ) • Róma, Magyar Akadémia
- Szeptember 9. – október 12.: Mi van a szemünkben? • Magyar Intézet, Helsinki és Magyar Kulturális Intézet, Párizs

1995
- Tükör, ha látod • Párizs
- Június 2. – augusztus 30.: „Látom magamban...” • Budapest, Petőfi Irodalmi Múzeum
- Június 20.: Párbeszéd a fáról • Budapest, Francia Intézet

1996
- Akár fény, akár árnyék  • Szekszárd
- Ki népei vagytok? • Róma

1997
- Falképek Szent Lászlóról • Tihanyi apátság, Tihany
- December 31.: Álmodni Petőfit • Magyar Rádió márványterme

1999
- „Hogyan ragozzuk a fákat?” • Tihany
- Erdély: Szólások és hallgatások • Csíkszereda
- Az idő nem pihen • Rév-Komárom:Rév-Komárom

2000
- Boldog örökség • Collegium Hungaricum, Bécs
- Valahol, Európában • Székesfehérvár
- Hungaricum: Boldog örökség I –IV. • Bécs– Coll.
- Július: Miért sírnak az angyalok? • Visegrád

2001
- Az idő nem pihen • Cean Normandia
- Ezt az utat bejártam - A népdalgyűjtő Bartók Béla nyomában • Kecskemét
- Március 13.: Utak és levelek: Ce chemin, je l'ai parcouru - In memoriam Béla Bartók • Párizs
- Május 10.: Arc-harc. Mészöly Miklós • Szekszárd
- Augusztus 28.: Kezek között • Várna, Magyar Kulturális Intézet
- Szeptember 16.: Tihany: Emlék-képek
- November 15.: Ezt az utat bejártam • Bécs, Coll. Hungaricum

2002
- Április 18.: Mondottam ember… Képek Madáchhoz • Székesfehérvár
- Május 18.: Antik ívek, árnyak • Nemesvámos-Baláca

2003
- November 13.: Képek szobám falán • Szeged

2004
- Szórt fényben • Művészetek Háza, Szekszárd
- Január 19.: Arc-harc. Mészöly Miklós • Szekszárd
- Január 22.:  „Warszawa - 30 lat pózniej” Varsó – 30 évvel később • Budapest, Lengyel Intézet
- Július 10-17.: Santi Cosma e Damiano: Bartók emlékezete • Velence
- Július 18-22.: Romanicher Saal, Erzabtei St.Peter: Frohes erbe. Die Baudenkmäler der Benediktiner im Mittelalterlicehen Ungarn • Salzburg

2005
- Március 16.: Varsó, ha szereted • Budapest, Országos Idegennyelvű Könyvtár

2006
- Május 5.: Szórt fényben - A képek lakója: MZ • Szekszárd

2007
- Április 11.: Cantus Hungaricus • Budapest, Országos Idegennyelvű Könyvtár

2008
- Kiváltképpen fák és halak • Magyar Írószövetség, Budapest
- Január 23.: Valahol, Európában • Tatabánya
- Május 19.: Látom magamban – Íróportrék • Székesfehérvár
- Június 27.: Szent László-kiállítás • Szekszárd
- Augusztus 23.: Árvácskák itt nincsenek – Móser Zoltán fotókiállítása az országos fotóhéten • Kert Galéria, Szolnoki Művésztelep
- Szeptember 12.: Néma tengely • Kolozsvár

2008
- Június: Kodály és Bartók kiállításom • Szentpétervár
- Július 9.: Our Lady of the Hungarians • Moszkva
- December 4.: Az idő nem pihen • Zsámbék
- Ezt az utat bejártam - A népdalgyűjtő Bartók Béla nyomában - Fertőd (Muzsikaház)

2012
- Július 16.: A kozmosz éneke • Csíkszereda
- Augusztus 26.: Angyal a Paradicsomban • Szolnok
- Szeptember 1.: Kezek között • Tök
- Szeptember 15.: Arcok, elágazások (Lázár Ervin barátai és kortársai) • Sárszentlőrinc

2013
- Április 18.: „Látom magamban…” • Budapest
- Május 14.: Valahol, Európában • Brüsszel
- Szeptember 22.:A győztes • Esztergom

2014
- Január 7.: Holtak vigasza • Csíkszereda
- Január 30.: Befejezett képek • Forrás Galéria, Budapest
- Március 11.: Holtak vigasza • Magyarság Háza, Budapest
- Április 10.:  Tájiratok • Múzeumház, Győr

### Közös kiállítások
1993
- Arcok-Tájak-Sorsok (Pethő Bertalannal) • Országos Széchényi Könyvtár, Budapest

2011–
- 2011. szeptember 8.: Állami Művészeti Díjazottak – csoportos kiállítás • Budapest
- 2012. október: 56 éve volt 56 • Duna Palota
- 2014. október: Orbis pictus. Tükrök a világnak • Kelet-Szlovákiai Múzeum, Kassa
- 2015. július 3.: Szomszédolás • Ljubljana, Vár

## Könyvei

### Fotóalbumai (válogatás)[3]

A harangozó és unokája című felvétel a Kezek között kiállítás legfontosabb képe (a felvétel szerző Idő/bezárva című albumában jelent meg)

- Vannak utak – Bicske-Pannonhalma (1988)
- Via Regia Hungariae – Középkori utakon. Múzsák (1989)
- Földnek arca (1990)
- Egy tucat emlék s kép (Mészöly Miklósról) (1996)
- Puszták – népek (Illyés Gyuláról) (1996)
- 66 íróportré (1997)
- Írott képek (77 íróportré). (1997)
- Szavak és képek (Baka Istvánról) (1998)
- Amor Patriae I – Amit szívedben rejtesz (1999)
- Amor Patriae II. – Ameddig a szív ellát (Tolna megyéről) (2000)
- Fényképekről és kép viselőkről (2000)
- Ave Rex Ladislaus (2000)
- Apáczai Csere emlékezete (2001)
- Ezt az utat bejártam (A népdalgyűjtő Bartók Béla nyomában) (2001)
- Zsámbék, avagy a mulandóság dicsérete (2001)
- Ágak és gyökerek (2002)
- Mondottam ember... Képek Madáchhoz (2002)
- Mészöly Miklós arcai, tárgyai, tájai (2003)
- „Ott kinn a dombon csönd honol” – A kisvárdai zsidótemető (2004)
- Nyitom szemem álomra. Balassi Bálint hirtelen élete (2004)
- Mint erdőben a vadnyom – József Attilához vezető képek (2005)
- Ajándék – Képeken át Nagy Lászlóhoz (2006)
- Ötvenhatos levél (2006)
- Cantus Hungaricus – Kodály Zoltánhoz vezető képek (2007)
- Láttam Varsót (2008); (lengyel-magyar nyelven)
- Pár-beszédek. Képek egymás mellett (2008)
- Arc/mások. 92 portré (2009)
- Emlék-képen – Képek egymás után (2009)
- A Megváltó hét szava a keresztfán (Képek Hadyn oratóriumához) (2009)
- Azon-képen „keservesen kínzatol...” 8 kép a passióhoz (2009)
- Képet öltött az Ige. Johannes Aquila freskói (2010)
- Idő/bezárva (fotóalbum, 2011)
- Valahol, Európában (2013)
- Holtak vigasza – (2014)
- Tájiratok – (2014)
- Félbehagyott vallomás – Lengyelország esőben, fényben (lengyel-magyar nyelvű fotóalbum)
- Érkező idő. Álmok, könyvek, képek; Magyar Kultúra, Vámosszabadi, 2016
- A voltat nézni kegyelmesen; Napkút, Budapest, 2016
- Szalai Attila–Móser Zoltán: Polonica varietas. Szepsi Csombor Márton nyomában 400 év múltán / Śladami Mártona Szepsi Csombora po czterystu latach; lengyelre ford. Teresa Worowska; Kairosz, Budapest, 2016
- A középkori Magyarország bencés emlékei; Magyar Kultúra, Vámosszabadi, 2017
- Amor vitae; MMA, Budapest, 2023

### Néprajzi és művészeti kötetei (válogatás)
- Tulipán és kereszt. Írások Kodály Zoltánról (1988)
- Jelek és ünnepek (esszék, tanulmányok, 1994)
- Mély kútba tekinték. A régmúltról, az ősi időkről, az íratlan történelmünkről kicsiknek és nagyoknak (1995)
- Babilonban ez nem így van (tanulmányok, 1996)
- Álmodik a múlt. Kicsiknek és nagyoknak a Dunán innen és a Dunán túl (1997)
- Május – Pünkösd hava (Hónapok-nevek-ünnepek) (1998)
- Csillag ha ragyog (Csokonai emlékezete) (1998)
- Körülvesznek engem a dalok – A népdalíró és népdalgyűjtő Czuczor Gergely (2000)
- Március – Böjtmás hava (2000)
- Az ősök udvarában (válogatott tanulmányok, 2001)
- Az idő Távolából-az idő távolába (Illyés, Petőfi, Vörösmarty) (2002)
- „Az magyarokról sok jót mondjatok” – A magyar történelem dalban elbeszélve (CD-ROM, 2005)
- Névviseletek I-VII. (2008-2010)
- Gömör ködben, fényben – képek és esszék (2009)
- Szent idő – Karácsony három napjáról (2010)
- Tünedeznek, megjelennek (tanulmányok, 2011)
- Erre leltem földnek nyomát – Kodály Zoltánról (2011)
- Mély kútba tekinték (2. kiadás, 2011)
- Álmodik a múlt (2. kiadás, 2011)
- Tünedeznek, megjelennek – (tanulmányok, 2011)
- „De szeretnék csillag lenni az égen” – Petőfi népdallá vált versei (2011)
- Alámerült Atlantiszom I-VI. (2012-2014)
- A félkör vége (esszék, tanulmányok, 2013)
- Időt halasztani, napot mulasztani... Képes ének-tár; Magyar Kultúra, Vámosszabadi, 2014
- Szám-ok; Magyar Kultúra, Vámosszabadi, 2014 (Jelképek által valóban)
- Három szám-ok; Magyar Kultúra, Vámosszabadi, 2015 (Jelképek által valóban)
- Három szó-tár – Jelképek által valóban III. (2015)
- Szent Gergely doktornak… (A Gergelyjárásról – füzet)
- Szivárvány havasán; Magyar Kultúra, Vámosszabadi, 2015 (Jelképek által valóban)
- Érkező idő. Álmok, könyvek, képek; Magyar Kultúra, Vámosszabadi, 2016
- Jut az ember két világhoz... Esszék és tanulmányok József Attiláról; Magyar Kultúra, Vámosszabadi, 2019
- Tevel. Úton, hazafelé; Kairosz, Budapest, 2019 (Féltett kishazák)
- Olvasatok; Magyar Kultúra, Vámosszabadi, 2020–

## Díjak, elismerések
- Móricz Zsigmond-ösztöndíj (1980)
- Prima-díj (2003)
- Balogh Rudolf-díj (2011)